# 寶麗金
寶麗金一般是指寶麗金唱片公司是一家唱片公司，曾經擁有飞利浦（環球音樂集團已放棄跟飞利浦集團續約，不再使用這品牌，更銷毀所有相關印刷品和產品）、迪卡、德意志留聲機公司等跨國唱片企業，以擁有高知名度歌手和高質素的音樂品質而聞名全球。1980年代末期，寶麗金旗下曾經擁有幾乎世界上最著名的藝術家和樂團：世界三大男高音（帕瓦羅蒂、多明戈和卡雷拉斯），而指揮家有最富盛名的卡拉揚、阿巴多、小澤征爾等等，樂團則有最著名的維也納愛樂樂團、柏林愛樂樂團、阿姆斯特丹管弦樂團等等。在1990年代，寶麗金先后收购了美国的A&M唱片、摩城唱片及英国的岛屿唱片公司，加上原来的寶麗多和倫敦飛利浦品牌，进一步垄断了全球的唱片市场。1999年，被現時的美國環球音樂收購。2013年，香港環球唱片重建「寶麗金」廠牌，陳慧嫻其為首位歌手加入旗下。
2017年，環球唱片重建了寶麗金廠牌，並將其更名“寶麗金娛樂”（PolyGram Entertainment），作為電影、影劇發行商。
2021年8月16日，環球唱片中國啟動多廠牌運營戰略，寶麗金中國（PolyGram China）為旗下廠牌之一。

## 发展历史
1972年，德意志留聲機公司和飞利浦公司唱片部門合并，取名为“PolyGram International”意为“宝丽金国际有限公司”，即“Polydor”的“poly”与“Phonogram”的“gram”合成，总部在英国的伦敦。合并后的宝丽金集团于1970年代帮助飞利浦发明并且创造了卡式錄音帶，1980年代飛利浦，以及唱片上競爭對手新力又一起合作發明创造了CD激光唱片，在唱片行业上有了高速度的发展，并将英国迪卡公司并入集团。

### 迪卡唱片公司
迪卡唱片公司创立在1929年，但早在1914年，一家留声机公司就以“迪卡”命名，在后期这家公司发展成为迪卡唱片公司。直到第二次世界大战前夕，迪卡公司不仅兼并了很多同类公司，并且拥有了一批行业最优秀的录音师，共中包括音乐发烧友们所熟悉的威尔金森（Kenneth Wilkinson）。迪卡公司不间断的研制开发，推出新的录音技术，使其在录音制作方面始终处于世界领先地位。如“全频段录音”（ffrr）、“全频段立体声”（ffss）等等。1957年，迪卡公司还取得了“Argo”商标出版古典唱片。

### 水星唱片公司
进入到1960年代，在1961年飞利浦公司的美国分公司将美国水星（Mercury）唱片公司收购。水星公司始建于1945年，总部设于美国的芝加哥。公司初期出版流行音乐为主，但随后步入古典音乐市场。公司特别重视录音技术的研究与试验，并且首次运用了“三只麦克风”录音系统并发明了“传真重现”（Living Presence）系列，深受各类音乐爱好者的欢迎。宝丽金集团旗下的三家（德唱、飞利浦、迪卡）唱片公司不仅是该公司的支柱产业，亦成为了世界古典唱片市场中最有影响力和最富有声誉的公司。它们各自都在录音技术方面拥有属于自己的优势，例如：德唱公司的4D技术，水星公司的Living Presence，迪卡公司的ffrr及飞利浦公司的数字影碟技术等等。然后它们在对录制古典音乐曲目选择上也都情投意合。例如：DG公司的古典及浪漫交响乐，飞利浦公司的室内乐及声乐，迪卡公司的古典歌剧及水星公司的古典“发烧天碟”。
1990年代，宝丽金集团先后收购了美国的A&M、Motown及英国的Island唱片公司，加上原来的Polydor、LondonPhilips等厂标，形成了欧洲流行音乐制作最为庞大的群体，大量录制并出版受全世界乐迷欢迎的欧美流行音乐。除此之外，宝丽金继续大力发展高质量激光录像制品如MTV、古典及卡拉OK影碟。在1992年公司推出数码音带（Digital Compact Cassette），而在1995年则推出新技术产品——Video CD，也就是大家耳熟能详的VCD。自从1990年代初期开始，宝丽金开始制作发行电影、电视片。宝丽金除在欧美各个国家中设有分公司外，早在1970年代已在亚洲的日本、香港、新加坡、马来西亚等地区设立分公司。而1990年代中期又在韩国、印尼、菲律宾、泰国、印度及台湾等国家或地区成立分公司，使其在亚洲地区的业务获得更大的发展。另外，当年著名的美国泰拉克（Telarc）公司的录音制品，也由宝丽金代理在世界推广发行。

## 收购
1990年代，寶麗金在台灣收購了王振敬股份有限公司（東尼機構）、綜一股份有限公司、飛羚唱片、齊飛唱片、金聲唱片、天王唱片等唱片公司的歌曲版權。

## 歌手列表（1970－1999）

### 香港
香港寶麗金早於1970年代成立，為香港培育了第一批粵語歌手，如許冠傑、譚詠麟等人。香港寶麗金源於1957年在香港成立的鑽石唱片（Diamond）。鑽石唱片初時業務主要為售賣歐美唱片；本地錄製以英文歌為主。60年代中香港本地樂隊興起，鑽石唱片首先為不少樂隊錄製唱片，當中包括許冠傑的蓮花樂隊，鄭東漢、泰迪羅賓、關維麟的Teddy Robin and the Playboys 等等 。1970年，鑽石唱片售予寶麗多（Polydor），易名為香港寶麗多唱片。最初管理層包括總經理鄭東漢（原鑽石唱片監製） ，馮添枝（1970年加入寶麗多為唱片監製）等人。1970年代中，寶麗多旗下歌星許冠傑轉唱粵語歌，帶起粵語流行曲在香港興起；寶麗多成為本地主要唱片公司。1979年3月1日，配合寶麗多（Polydor）母公司寶麗金（Polygram）重組計劃，香港寶麗多改稱香港寶麗金。
1980年代末至1990年代中為香港寶麗金全盛時期，公司擁有大量的知名音樂製作人，并曾培養出如張學友等國際地位的歌手，在簡寧任高層期間甚至將西方歌手及樂隊（例如Bon Jovi、Dire Straits、U2、Tears for Fears、史汀、Bryan Adams）的音樂引進到香港。但1997年亞洲金融風暴後公司業績開始回落，連番被加入新公司的舊寶麗金歌手炮轟（如1994年解約的唐韋琪指其於寶麗金五年只出版一張專輯；1997年轉到力圖唱片的黎瑞恩，指寶麗金要求她灌錄不合其音樂理念的歌曲；1998年去加拿大另谋发展的內地歌手王佩，更指寶麗金只把精力放在香港歌手，自1993年4月签约六年以來只在1998年出版一張專輯《与爱共舞》等），及後因資金不足，只能購買TVB的音樂錄影帶來做卡啦OK，最終在1999年被環球唱片收購。

#### 男
以倫敦飛利浦/#寶麗多作品牌
- 許冠傑#（1970年－1983年，1990年－1991年），1983年轉到康藝成音，1985年轉到新藝寶，1992年退出歌壇，2004年復出轉到EC Music，現已淡出歌壇
- 張國榮#（1977年－1981年）1982年轉到華星唱片，1987年轉到新藝寶，1990年封咪並暫轉往電影界，1995年復出轉到滾石唱片，1999年轉到環球唱片但改以倫敦飛利浦作品牌而非以寶麗多作品牌，2003年逝世
- 區瑞強（1977年－1982年）1983年轉到百代唱片，1990年轉到銀星唱片，現已淡出歌壇
- 許冠英（1977年－1985年，1993年）1985年退出歌壇，1992年復出，1993年轉到新藝寶，2011年逝世
- 泰迪羅賓（1978年－1990年）1990年退出歌壇，1992年復出，1994年轉到滾石唱片，2006年轉到EC Music，現在專注幕後
- 關正傑（1979年－1983年）1984年轉到康藝成音，1986年轉到百代唱片，1989年退出歌壇並移民
- 譚詠麟（1979年－1999年）合約轉到環球唱片
- 鍾鎮濤#（1980年－1988年）1988年轉到EPIC唱片，1992年轉到香港華納唱片，2006年轉到BMA，2012年自立製作公司Good Day Production
- 彭健新（1981年－1987年）1987年解約及退出歌壇
- 蔡國權（1982年－1992年）1993年重回幕後，2002年車禍後提早退休
- 張學友#（1984年－1999年，2013年－）合約轉到環球唱片。
- 李克勤（1986年－1993年）1993年轉到星光唱片，1996年轉到藝能動音，1999年轉到環球唱片，2016年轉到英皇娛樂
- 蔣志光（1987年－1988年）1988年轉到銀星唱片，1994年退出歌壇
- 黃凱芹（1987年－1992年）港台DJ出身，1992年轉到飛圖唱片，1995年退出歌壇，2002年復出轉到環球唱片，2005年自立製作公司Everlasting Limited
- 李健達（1988年－1990年）限製作人約，唱片約於新藝寶，1990年轉到世紀唱片，1992年與羅大佑音樂工廠簽約而退居幕後，2014年復出自立製作公司亞帆達音樂有限公司
- 黎明（1989年－1998年）1998年轉到新力音樂，2004年與商人林建岳合資創立A Music並成為旗下藝人
- 鄭嘉穎（1992年－1995年）1997年轉到金點唱片，1998年淡出歌壇專注電視劇及電影，2005年復出歌壇轉到TVB旗下正視音樂，2012年轉到英皇娛樂，現為自由身
- 洪楗華（1994年－1997年）1997年轉到上華唱片，1999年退出歌壇
- 劉錫明（1995年）限台灣，奇花音樂為製作公司，1996年改由現代派唱片發行，1998年轉投代言者唱片
- 陳百祥（1995年－1996年）玩票形式簽約
- 鄭家麒（1995年－1997年）1997年解約及退出歌壇
- 吳銘聰（1995年－1997年）1997年解約及退出歌壇
- 陳曉東（1995年－1999年）合約轉到環球唱片，2007年轉到EC Music，2011年自立製作公司火爆娛樂
- 林漢洋（林漢揚，1996年－1997年）限台灣，現代派唱片為製作公司，1997年現代派唱片自行發行，2004年自立製作公司Freeway Production
- 陳展鵬（1997年－1999年）TVB出身，1999年解約，淡出歌壇專注電視劇及電影，2013年復出歌壇，2016年轉到太陽娛樂文化，2021年轉到天盟娛樂
- 蔡俊輝（1997年－1999年）1999年解約及退出歌壇，其後移民到加拿大多倫多
- 陳浩民（1998年－1999年）合約轉到環球唱片，2004年轉到新亞洲娛樂集團，2012年轉到艾迪昇傳播事業
- 恭碩良（1998年－1999年）合約轉到環球唱片，2005年轉到東亞唱片，2014其後轉到太陽娛樂文化
- 梁焯皓（1999年）1999年解約及退出歌壇，2010年復出轉到香港萬事通音樂

#### 女
以寶麗多/#倫敦飛利浦作品牌
- 葛劍青（1975年）1978年轉到有聲唱片，1979年退出歌壇
- 陳秋霞（1976年－1981年）1981年退出歌壇
- 鄧麗君（1975年－1995年）來自台灣，1995年逝世
- 陳麗斯（1977年－1979年）1979年退出歌壇
- 景黛音（1977年－1978年）1983年轉到永恆唱片，1986年退出歌壇
- 關菊英（1979年－1983年）1983年轉到華星唱片，2012年轉到星娛樂，現為自由身
- 陳美玲（1980年－1982年）1985年轉到百代唱片，1990年退出歌壇
- 余安安（1980年－1985年）影視圈出身，1985年退出歌壇
- 雷安娜（1980年－1988年）1987年移民，1989年一度回港簽約永高創意，1990年淡出樂壇，2010年復出轉到環星娛樂，2016年轉到風行唱片
- 蔣麗萍（1981年－1987年）1987年轉行至宗教界
- 露雲娜（1981年－1987年）1987年解約，兩年後退出歌壇，2010年獲陳奕迅邀請而復出樂壇，2012年轉到風行唱片
- 王雅文（1982年－1984年）港台DJ出身，1984年轉到百代唱片，1987年退出歌壇
- 盧業瑂（1983年－1985年）1987年轉到銀星唱片，1989年退出歌壇
- 柳影虹（1983年－1987年）1987年退出歌壇專注拍電視劇，千禧年代後以玩票形式簽約環星音樂
- 夏妙然（1985年）港台DJ出身，1985年轉到新力唱片，1987年退出歌壇
- 魏綺清（1985年）1987年轉到百代唱片，1989年退出歌壇
- 鄺美雲（1985年－1989年）1989年轉到DMI唱片，1998年轉往政商界
- 徐小鳳（1985年－1992年）1992年合約期滿淡出歌壇
- 方心美（1986年－1987年）1987年解約及退出歌壇
- 陳慧嫻（1986年－1997年，2013年－2022年）1990年留學海外，但仍有保留合約及出唱片，1995年復出，1997年合約轉到新藝寶唱片，2003年轉到環球音樂，2007年－2008年與中國國際娛樂合作，2013年環球唱片特意重開寶麗金廠牌為其唱片公司，2022年轉到創意家族
- 余劍明#（1987年－1988年）港台DJ出身，1988年解約及返回幕後
- 李明珠（1987年－1988年）1988年解約及退出歌壇
- 關淑怡（1988年－1996年）1996年解約及退出歌壇，2001年復出轉到BMG唱片，2002年因生孩子退出歌壇，2005年再次復出轉到大國文化，2007年再轉到星娛樂，2018年轉到環球唱片，2020年提前退休
- 周影（1989年－1991年）港台DJ出身，1991年解約，翌年簽約TVB並逐漸轉型為幕後行政人員
- 沈殿霞（1990年－1991年）玩票形式簽約，2008年逝世
- 黎明詩（1991年）1991年轉到百代唱片，1995年退出歌壇
- 劉小慧（1991年－1994年）1994年轉到BMG唱片，1997年與蘇志威結婚及退出歌壇，2018年轉往網絡界
- 唐韋琪（1991年－1994年）1995年轉到雅樂唱片，千禧年代後轉型為幕後行政人員，2009年自立製作公司韋琪娛樂製作
- 周慧敏（1991年－1997年）台灣由福茂唱片發行，1997年淡出歌壇，2006年復出轉到香港華納唱片開紅館個唱，2010年轉到星娛樂，2014年轉到英皇娛樂，現為自由身
- 黎瑞恩（1991年－1997年）1995年經理人公司轉到雄圖娛樂，1997年轉到力圖唱片，2002年轉到百代唱片，2016年復出轉到星娛樂，2021年轉到天盟娛樂
- 湯寶如（1991年－1998年）1998年解約及退出歌壇，2012年復出轉到musicNEXT，2017年自立製作公司K Art Workshop
- 王馨平（1992年－1999年）1999年經理人公司轉到台灣協和經紀，唱片公司轉到坎城唱片（友善的狗代理發行），2013年自立製作公司秘密花園娛樂
- 陳奕（1994年）1995年轉到雅樂唱片，2000年退出歌壇
- 吳君如（1995年）玩票形式簽約
- （1995年－1997年）幕後出身，1994年獲關淑怡引薦往幕前發展，1997年解約及重回幕後
- 陳琪（1995年－1997年）1997年解約及退出歌壇
- 許秋怡（1996年－1997年）限台灣，現代派唱片為製作公司，1997年現代派唱片自行發行，1998年退出歌壇
- 陳秀雯（1996年－1997年）1997年解約，1998年轉到環星音樂，現已淡出歌壇
- 姚琇齡（1997年－1998年）1998年解約及退出歌壇
- 謝凱珊（1997年－1999年）1999年解約及退出歌壇
- 李蕙敏（1998年－1999年）1999年合約轉到環球音樂，2001年解約，2007年又再回到樂意唱片，後又加盟過數間公司
- 高雪嵐（1998年－1999年）合約轉到環球音樂，2001年沿用真名為傅珮嘉正式加入樂壇，2004年轉到BMA，2014年化名傅又宣轉到夢想沙龍娛樂文化，2016年實行網上集資募款計劃自立製作單曲

#### 組合
以下以倫敦飛利浦作品牌
- 温拿樂隊（1973年－1978年,1981—1993）1978年解散。1981年復出，1993年再度解散。2008年再度復出轉到環球唱片
- 達明一派（1984年－1990年，2016年－）1990年解約，1991年解散，1996年復出轉到正東唱片，1997年再度解散，2004年再度復出轉到英皇娛樂，2006年再度解散，2012年再度復出，2016年再度加盟寶麗金
- 草蜢（1988年－1997年）1997年轉到滾石唱片，2005年轉到BMA，2009年轉到環球唱片，2010年轉到正視音樂，2012年轉到寰亞唱片
- 城市節拍（1988年）1989年轉入Silver Records
- 風之Group（1989年）1989年解約，成員方樹樑轉型為音樂人
- CD Voice（1994年－1997年）台灣由以福茂唱片發行，1997年解散

以下以寶麗多（寶麗金品牌）寶麗多作品牌
- Beyond（1986年-1987年）1987年轉入Kinn's Music，1988年轉入新藝寶，1992年轉到華納，1992年轉到滾石唱片，2000年解散，2003年復出以單一合作形式和百代唱片合作，2004年正式解散
- Sisters（1997年－1999年）1999年解約及退出歌壇
- T&T（1997年－1999年）1999年解約及退出歌壇

以下以新藝寶作品牌
- 軟硬天師（1991年－1996年）限製作約，1996年解散，2006年復出以單一合作形式和百代唱片合作，2013年再復出以單一合作形式和金牌娛樂合作

### 臺灣

#### 男
- 費翔（1984年－1985年）
- 劉文正（1982年－1984年）
- 李恕權（1984年－1987年）1996年退出樂壇
- 羅時豐（1991年）收購飛羚唱片取得合約，1992年合約轉至名冠唱片
- 童安格（1985年－1996年）1996年合約轉至點將唱片
- 周治平（1990年－1996年）1996年退居幕後
- 何潤東（1998年－1999年）1999年合約轉至環球唱片
- 高明駿（1993年－1996年）1996年退出樂壇
- 金城武（1992年－1994年）年代唱片發行合約, 1994年發行合約轉至科藝百代
- 張鎬哲（1987年－1992年）1992年自設兩把刷子工作室並轉至波麗佳音
- 林東松（1995年－1997年）1997年退居幕後
- 畢國勇（1997年－1998年）1998年退居幕後
- 張洪量（1994年－1996年）1997年合約轉至滾石唱片
- 吳百倫（1993年－1994年）
- 胡瓜（1990年－1995年）
- 糯米團（1994年－1999年）1999年退伍後加入魔岩唱片
- 洪榮宏（1991年－1994年）羅飛音樂製作公司發行合約, 1994年發行合約轉至真善美唱片
- 何家勁（1988年－1994年）1994年轉到藝能動音，1995年退出歌壇
- 鄭中基（1995年－1999年）小島音樂為製作公司，合約轉到環球唱片，2001年轉投上華唱片，2003年轉到金牌娛樂，2018年自設機動娛樂

#### 女
- 苏芮（1981－1983）出道时艺名为“苏君丽”，1983年转到飞碟唱片
- 藍立平（1982年－1991年）收購綜一唱片取得合約,1992年退出樂壇。
- 王芷蕾（1982年－1984年）收購飛羚唱片取得合約，1985年合約轉至飛碟唱片。
- 楊林（1982年－1997年）收購綜一唱片取得合約，1997年合約轉至非常喜音樂
- 黃鶯鶯（1982年－1986年）1986年合約轉至飛碟唱片
- 況明潔（1984年－1991年）1991年退出樂壇
- 黃雅珉（1984年－1993年）1994年合約轉至科藝百代
- 藍心湄（1984年－1995年）收購飛羚唱片取得合約，1996年自立藍色鯨魚工作室並轉至新力音樂
- 鄭麗絲（1984年－1996年）收購綜一唱片取得合約，1990年轉投麥羅唱片
- 堂娜（1986年－1988年）1988年合約轉至喜瑪拉雅唱片
- 張秀卿（1987年－1990年）收購飛羚唱片取得合約，1991年轉投鋒林音樂
- 甄秀珍（1988年－1989年）收購東尼機構取得合約，1990年退出樂壇
- 金佩姍（1983年－1988年）收購綜一唱片取得合約，1988年合約轉至騰祥唱片
- 何如惠（1989年－1991年）出版兩張國語專輯你我之間的對話，風花雪月
- 鄭婷（1989年－1990年）本名:鄭同芳 出版一張國語專輯心中在下雪
- 李傲梅（1989年－1991年）出版一張國語專輯會說謊的眼睛
- 天李(林雅璇)（1988年－1989年）出版兩張國語專輯流浪的愛，抒情的遊戲
- 金素梅（1990年－1994年）1994年退出樂壇
- 金元萱（1993年－1997年）限華語合約，1997年退出華語樂壇返韓發展
- 林嘉欣（1995年－1999年）1999年合約轉至環球唱片
- 趙詠華（1996年－1998年）經理人公司為小島音樂，1999年合約轉至滾石唱片
- 林佳儀（1998年－1999年）1999年合約轉至環球唱片
- 伊雪莉（1998年－1999年）1999年合約轉至環球唱片
- 蔡健雅（1998年－1999年）1999年合約轉至環球唱片

### 中國大陆

#### 男
- （1994年－1998年）1998年解約
- （合约时间不详）

#### 女
- 王佩（1993年－1998年）1998年解約
- 贺三（2022年－）

## 外部連結
- Last.fm上的寶麗金[]